# Воронченко, Татьяна Викторовна
Татьяна Викторовна Воронченко (род. 1947) ― советский и российский учёный, доктор филологических наук, профессор; директор НИИ филологии и межкультурной коммуникации Забайкальского государственного университета.
Автор более 100 научных работ и 2 монографий, некоторые её труды изданы за рубежом (Германия, США).

## Биография
Родилась 30 мая 1947 года в Чите.
Окончила Иркутский государственный университет им. А. А. Жданова по специальности русская филология, параллельно училась и окончила Иркутский государственный педагогический институт иностранных языков им. Хо Ши Мина (ныне Институт филологии, иностранных языков и медиакоммуникации в составе ИГУ) по специальности английский язык.
В 1971 году, вернувшись в Читу, стала работать в Читинском педагогическом институте (ныне Забайкальский государственный университет), где прошла путь от ассистента до профессора. В 1978 году защитила в Москве кандидатскую диссертацию на тему «Социально-психологическая драма Лилиан Хеллман», в 1996 году — докторскую диссертацию на тему «Основные тенденции становления и развития литературы чикано США: к проблеме взаимодействия культурных традиций».
С 1986 года являлась заведующей кафедрой русской и зарубежной литературы Забайкальского государственного университета, руководителем лаборатории «Традиционных культур Сибири и Америки». Прошла ряд зарубежных стажировок в США: в 1989 году — в штате Делавэр (работа в школе), в 1995 году — в штате Нью-Мексико (научная школа), в 1998—1999 годах — в штате Калифорния (научные исследования).
Татьяна Воронченко — член Международного центра «Традиционные культуры и среда обитания» (с 1993 года), правления Российской ассоциации по изучению культуры США, Комитета по изучению культуры США при Президиуме РАН. Она стояла у истоков открытия в Забайкальском государственном университете специальностей: «журналистика», «связи с общественностью», «романо-германская филология», «востоковедение».
Является основателем научной школы «Мультикультурализм в литературе, фольклоре и искусстве стран Европы и Америки». Победитель нескольких международных грантов на проведение научной работы и чтение лекционных курсов в вузах США. Под её руководством защищено 14 диссертаций на соискание учёных степеней кандидата филологических наук и культурологии.
Была награждена орденом Дружбы (1999), медалью «За заслуги перед Читинской областью» (2001), удостоена знака «Почётный работник высшего образования РФ» и «Отличник высшей школы» (1989), а также почётного звания «Основатель научной школы» (2009).